# تقطيع مغضن

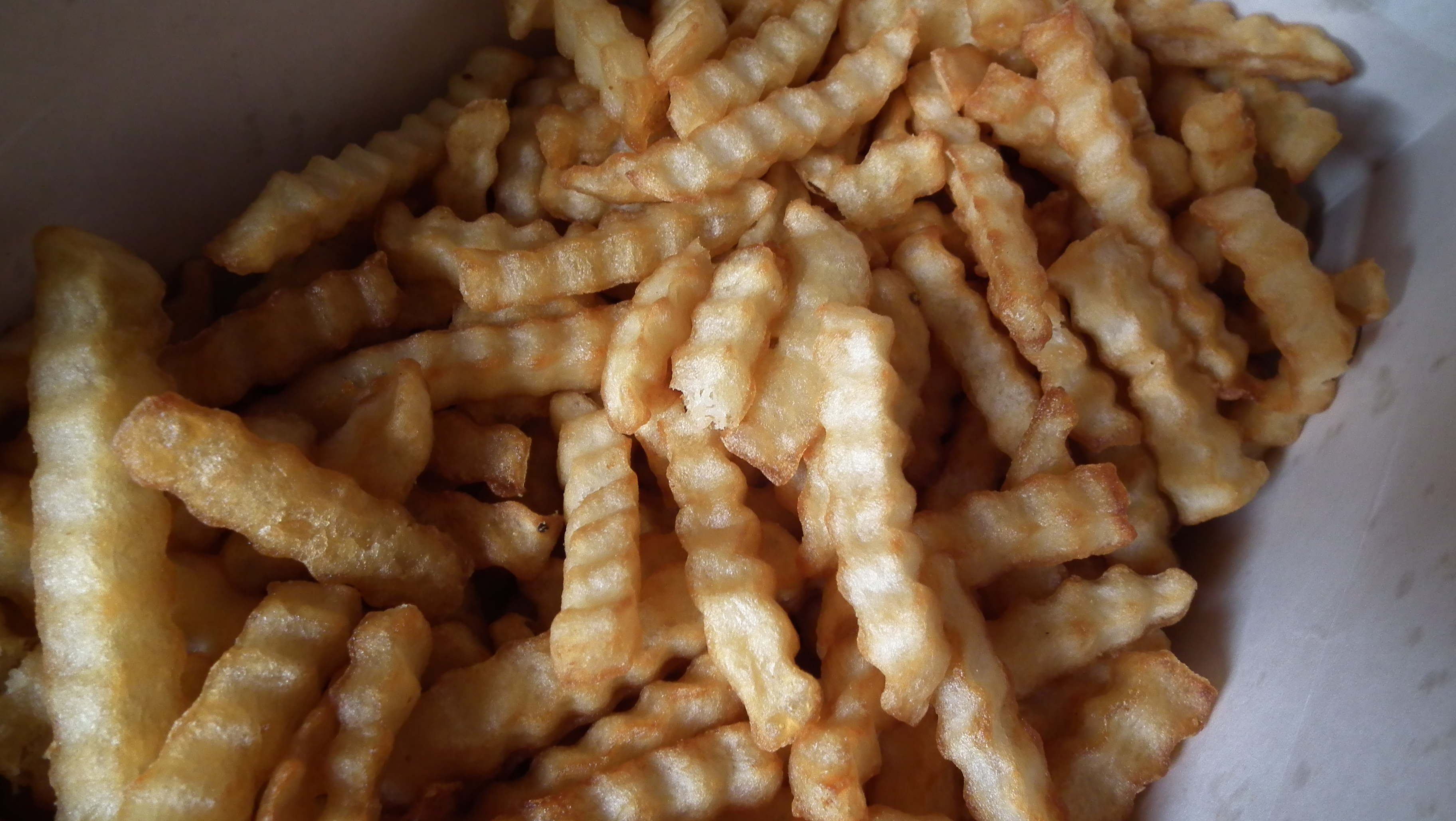
بطاطا مقلية مُغَضَّنة

التقطيع المُغَضَّن أو المُجَعَّد هو التقطيع الذي يترك سطحًا مموجًا. فيسمى المقطوعُ مُغضَّنًا أو مجعَّدًا.

## الصور

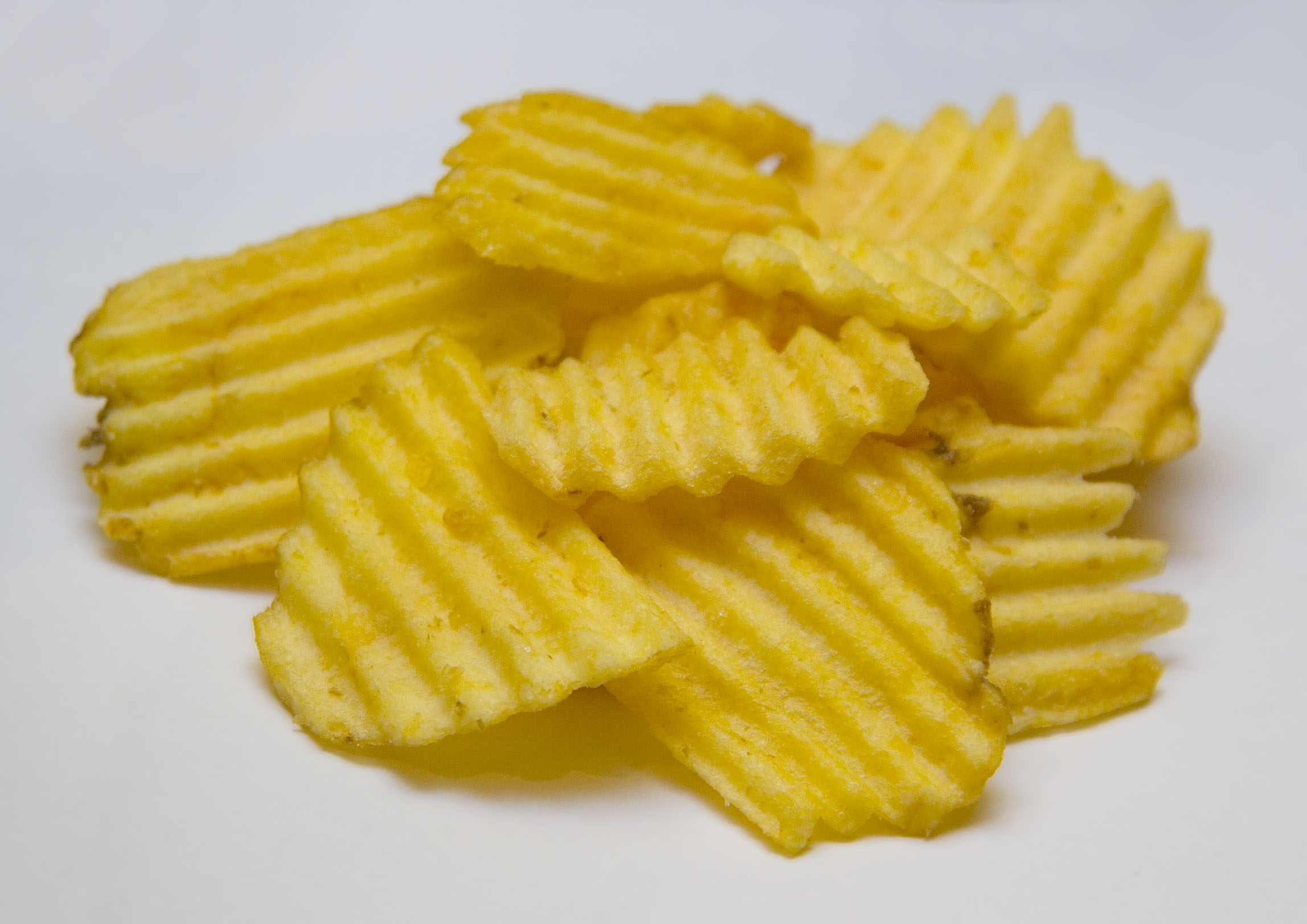
رقائق شبس مغضَّنة
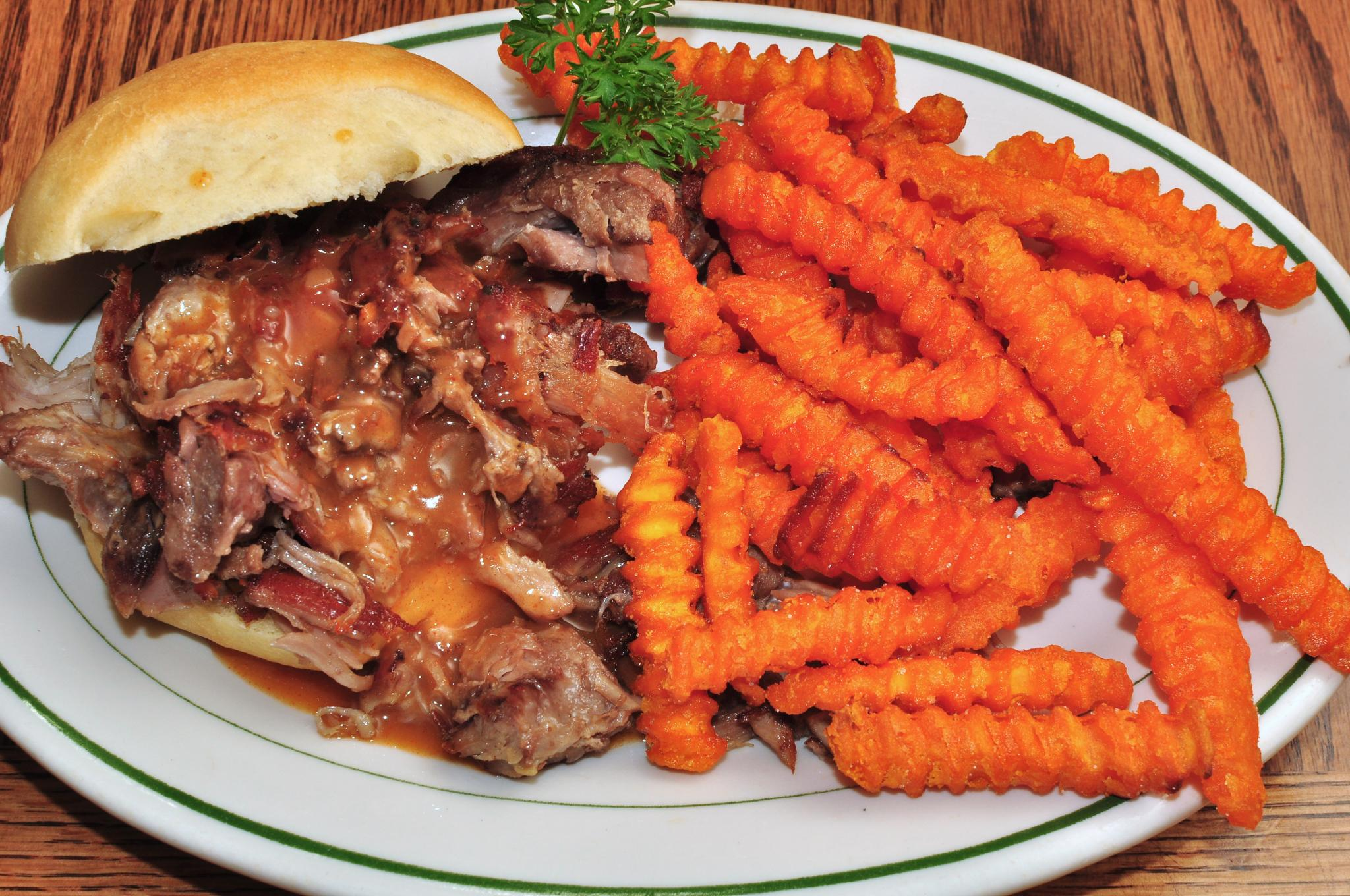
بطاطا حلوة مقلية مجعدة
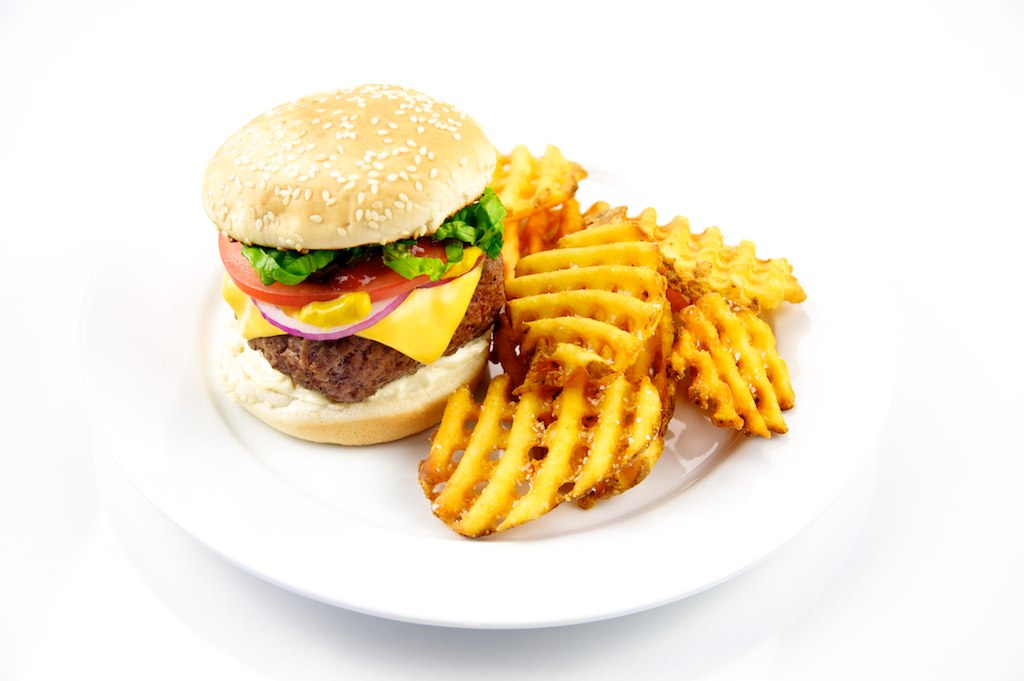
بطاطا مقلية مغضنة مع همبرغر